# Sonny & Cher
Sonny & Cher — американський дует, утворений 1963 року у Нью-Йорку. До складу дуету ввійшли: Сонні (Sonny), справжнє ім'я Салватор Філіп Боно (Salvatore Philip Bono), 16 лютого 1935, Детройт, Мічиган, США — вокал та Шер (Cher), справжнє ім'я Шерилін Саркісян Ля Пієр (Cherilyn Sarkisian La Pier), 20 травня 1946, Ель Сентро, Каліфорнія, США — вокал.
Салватор Боно ще у п'ятдесятих роках почав працювати у музичному бізнесі, компонуючи та продюсуючи платівки таких виконавців як Леррі Уїлльямс, Уайнона Карр та Don & Dewer. Записувався також як вокаліст на різних малих фірмах під такими псевдонімами: Дон Крісті, Сонні Крісті та Ронні Соммерс. Разом з аранжувальником Джекі Нітзше написав пісню «Needles & Pins» — британський хіт номер один у виконанні гурту The Searchers.
1963 року під час студійної сесії з відомим продюсером Філом Спектором він познайомився з Шерилін Саркісян. Спочатку вони записали кілька синглів під назвою Ceasar & Cleo, але справжній успіх до них прийшов, коли вони 1964 року, змінивши назву на Sonny & Cher (до того часу вони вже й одружились), записали хіт «І Got You Babe» в аранжуванні Гарольда Баттіста. Сингл став одним з найкращих досягнень фолк-року того періоду. Під безтурботним іміджем Боно переховувався ветеран музичного бізнесу, тому невипадково йому припадала більша частина від прибутків дуету. Під кінець 1965 року обидва виконавці, як у дуеті так і соло, домінували на топ-аркушах такими хітами, як «Baby Don't Go», «All I Really Want To Do», «Laugh At Me», «Just You» та «But You're Mine».
Хоча з часом популярність Sonny & Cher почала падати, вони ще записали кілька вдалих синглів, наприклад, «Little Man» та «The Beat Goes On». Під кінець шістдесятих разом взяли участь у двох фільмах — «Good Times» та «Chastity», а в сімдесятих роках також разом виступили у телевізійному серіалі, хоча вже були розлучені, незабаром розпалось і їхнє творче партнерство. Шер почала регулярно грати у фільмах і здобула великий успіх як співачка, Боно також знявся у кількох фільмах, а 1986 року став бургомістром у Палм-Спрінгз, Каліфорнія.

## Дискографія
- 1965: Look At Us
- 1965: Baby Don't Go
- 1966: The Wondrous World Of Sonny & Cher
- 1967: In Case You're In Love
- 1967: Good Times
- 1967: The Best Of Sonny & Cher
- 1968: This Good Earth
- 1971: Sonny & Cher Live
- 1972: All & Ever Need Is You
- 1973: Mama Was A Rock'n'Roll Singer, Papa Used To Write All Her Songs
- 1973: Live In Las Vegas
- 1974: Greatest Hits
- 1991: The Sonny & Cher Collection: An Anthology Of Their Hits Alone & Together

### Sonny
- 1968: Inner Views